# Хрещення Київської Русі (монета)
«Хре́щення Ки́ївської Русі́» — ювілейна монета номіналом 5 гривень, випущена Національним банком України з нагоди 1020-річчя хрещення Київської Русі, яке започаткувало утвердження християнства як державної релігії.
Монету введено в обіг 9 вересня 2008 року. Вона належить до серії «Інші монети».

## Опис та характеристики монети
| Номінал грн. | Метал      | Маса, грам | Діаметр, мм. | Якість виготовлення       | Гурт     | Тираж, штук |
| ------------ | ---------- | ---------- | ------------ | ------------------------- | -------- | ----------- |
| 5            | нейзильбер | 16,54      | 35           | спеціальний анциркулейтед | рифлений | 45 000      |

### Аверс
На аверсі монети угорі розміщено малий Державний Герб України, по колу на тлі стилізованого орнаменту — написи: «НАЦІОНАЛЬНИЙ БАНК УКРАЇНИ» (угорі), «П'ЯТЬ ГРИВЕНЬ» (унизу), між ними — рік карбування монети «2008» (праворуч), логотип Монетного двору Національного банку України (ліворуч). У центрі монети у колі, утвореному зі стилізованих променів, розміщено хрест і написи півколом: «ПРАВОСЛАВ'Я» (угорі) «ІЗ КИЄВА ПО ВСІЙ РУСІ» (унизу).

### Реверс

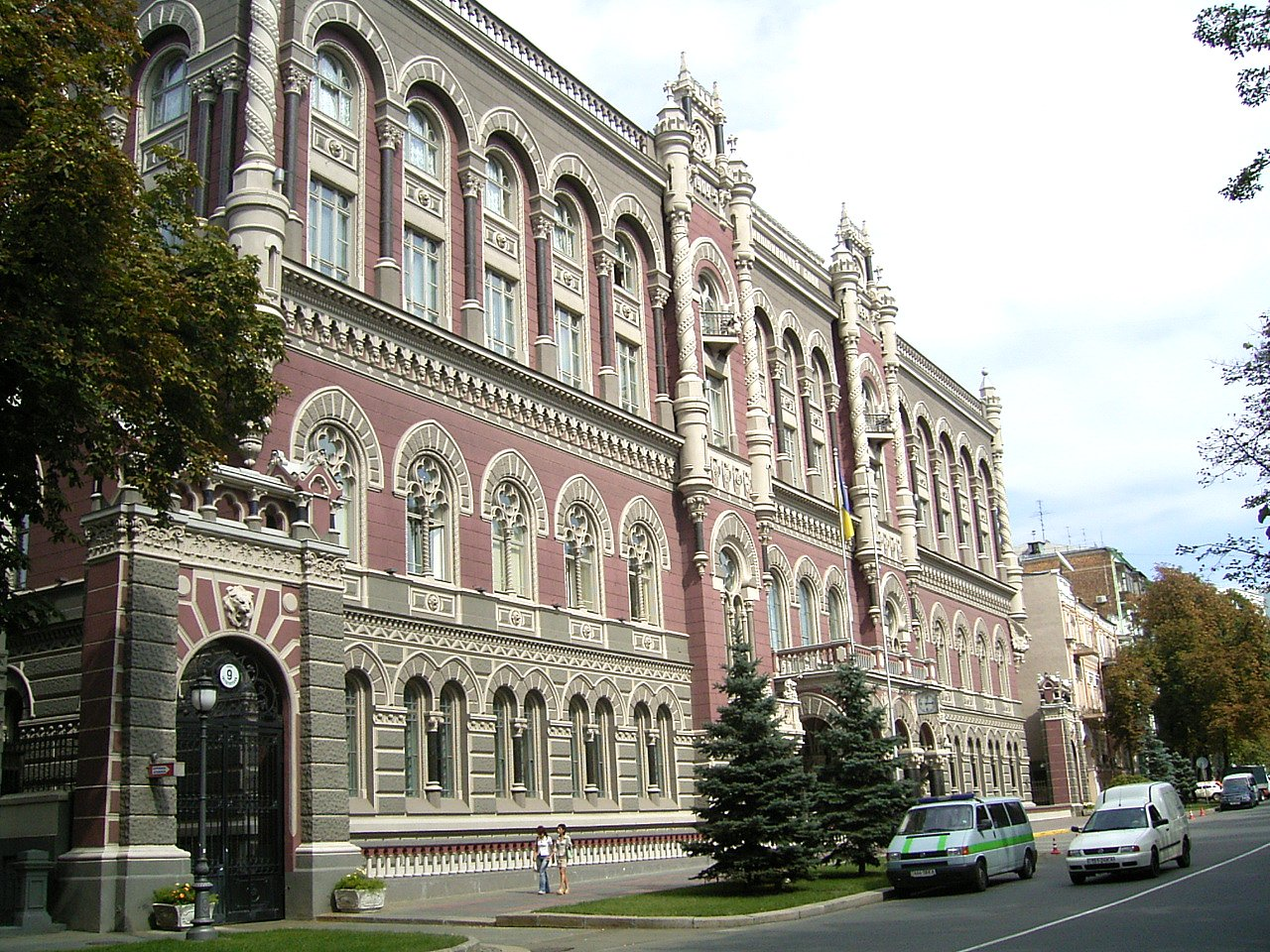
Будівля Національного банку України

На реверсі монети зображено багатофігурну композицію хрещення, під якою розміщено напис «988»/«РІК», угорі півколом напис — «ХРЕЩЕННЯ КИЇВСЬКОЇ РУСІ».

## Автори
- Художник — Іваненко Святослав.
- Скульптори: Атаманчук Володимир, Іваненко Святослав.

## Вартість монети
Ціна монети — 20 гривень, була зазначена на сайті Національного банку України 2011 року.
Фактична приблизна вартість монети, з роками змінювалася так:
| Рік        | 2010 | 2011 | 2012 | 2013 | 2014 | 2015 | 2016 | 2017 | 2018 | 2019 | 2020 | 2021 | 2022 | 2023 | 2024 | 2025 |
| ---------- | ---- | ---- | ---- | ---- | ---- | ---- | ---- | ---- | ---- | ---- | ---- | ---- | ---- | ---- | ---- | ---- |
| Ціна, грн. | 25   | 25   | 30   | 40   | 60   | 75   | 120  | 145  | 155  | 155  | 155  | 160  | 175  | 290  | 370  | 390  |